# Понорница
Понорница је река која делом свог тока понире у јаму или понор и тече кроз пећинскe канале. Познатије понорнице на Балкану су река Требишњица, која протиче кроз Требиње, и река Требижат, која протиче кроз западну Херцеговину.
Понорнице исто тако могу да буду резултат покривања реке и/или преусмеравање њеног протока у одводне канале, обично у склопу урбаног развоја. Супротни процес је познат као одањивање и представља видни облик речне рестаурације.

## Основне карактеристике
Понорницe или пониквицe прeдстављају посeбан тип рeка. То су водотоци крашких тeрeна. Понорницe сe јављају као стални и периодични токови. Њихова вода настаје у удубљењима која се називају понор, пропаст и сурдупина. Неке понорнице настају у пећинама, као што је случај са Пивком у Постојинској јами и Реке у Шкоцијанској јами. 
Вода понорница избија у виду јачих врела у другим долинама, на морској обали па чак и испод морских површина, образујући подморске изворе — уруље. Најбоље су проучене везе између понорница и врела у Словеначком красу, нарочито у Нотрањској, потом у сливу Цетине и слива Требишнице. Долине понорница се не спајају са другим долинама; оне су изоловане, затворене стеновитим пречугама, па их је народ зато назвао „слепе долине”. Кречњачки терени чине 9,5 процената (8414 км2) укупне површине Републике Србије. 

## Особине краса
Крас је сложена морфолошко-хидролошка појава, која неповољно утиче на отицања површинских и подземних вода. Једна од његових главних карактеристика је сиромаштво површинских токова. Атмосферска вода веома брзо понире, тако да су ретки водотоци стални на читавој својој дужини. Одржали су се само они који потичу из вододржљивих терена и токови настали од јачих крашких врела. Велики број површинских водотока у красу су повремени и имају врло изразита колебања водостаја и протицаја — од сувог речног корита до високих поплавних вода. Насупрот површинском, у кречњацима преовлађује подземно отицање. Та вода избија у виду снажних врела, као што су врела Млаве, Белог Дрима, Рашке, Црног Тимока, Моравице, Црнице итд. 

## Понор
Понори се најчешће налазе по ободу крашких поља и дуж речних долина. Могу да буду у облику јама и пећина, широких или сасвим уских 
пукотина. Од тога зависи и њихов капацитет гутања воде, што осцилира у зависности од годишњег доба, тј. од притицања воде. Код једних је тај капацитет само неколико десетина литара у секунди, а код других више кубних метара у секунди. Једна иста река може више пута да понире и да се јави на површини. Дешава се да воде једне понорнице подземно отекну испод развођа у слив друге реке. Има случајева да се две или више понорница споје подземно или површински у једну већу реку. Све ово указује на образовање водотока у красу врло сложено. 